# Jorge Rivera Vicuña
Jorge Raúl Horacio Rivera Vicuña (Lautaro, 4 de junio de 1907 - Santiago, 31 de enero de 1963). Abogado y político radical chileno. Hijo de Luis Alfredo Rivera Olavarría y Elvira Vicuña Solar. Contrajo matrimonio con Norma Piffre de Vauban Cristi (1933).

## Actividades profesionales
Estudió en el Colegio de los Sagrados Corazones de Santiago y en la Facultad de Derecho de la Universidad de Chile, donde se graduó de abogado (1933), con una tesis titulada “Responsabilidad del Estado por los errores judiciales”.
Durante sus estudios universitarios, colaboró con la revista “Hoy” y en el diario “La Nación”. Se dedicó a ejercer su profesión, como abogado de la Caja de Crédito Hipotecario y de la Empresa Nacional de Transportes Colectivos.

## Actividades políticas
Militante del Partido Radical, llegó a ser presidente de la Juventud Radical.
Elegido Diputado por el 1.er. Distrito Metropolitano: Santiago (1941-1945), participando de la comisión permanente de Hacienda.
Fue secretario abogado de la Intendencia de Santiago (1949).
Regidor de Santiago (1951) e Intendente de la misma ciudad (1951-1952).